# Ammothereva salentioides
Ammothereva salentioides är en tvåvingeart som beskrevs av Lyneborg 1984. Ammothereva salentioides ingår i släktet Ammothereva och familjen stilettflugor.
Artens utbredningsområde är Mongoliet. Inga underarter finns listade i Catalogue of Life.